# Сионизм
Сиони́зм (ивр. צִיּוֹנוּת‎, цийону́т — от названия горы Сион в Иерусалиме) — политическое национальное движение, целью которого является объединение и возрождение еврейского народа на его исторической родине — в Земле Израиля (Эрец-Исраэль), а также идеологическая концепция, на которой это движение основывается. Основателем политического сионизма является общественный и политический деятель Теодор Герцль.
Согласно Библии, Земля Израиля была обещана (Земля обетованная — обещанная) Богом ветхозаветным патриархам, начиная с Авраама, считающегося родоначальником еврейского народа и их потомкам — народу Израиля, евреям, которые получили её после исхода из Египта. На протяжении почти двух тысячелетий галута (изгнания с исторической родины) еврейская религия и культура сохраняли идею грядущего освобождения (геулла) от чужеземного господства и возвращения на родину (Кибуц галуйот). Библейские тексты отмечают духовную связь евреев и обетованной им Богом земли и утверждают о неизбежности их конечного воссоединения. В Земле Израиля, несмотря на преследования евреев и перемещение еврейских демографических и культурных центров, в течение истории сохранялось еврейское население. Стремления к политической независимости в еврейском сознании были тесно связаны с Эрец-Исраэль.
Идеология сионизма объединяет различные по своей ориентации движения — от левосоциалистических до ортодоксально-религиозных. До Второй мировой войны (см. Холокост) сионизм был одним из наиболее крупных общественно-политических движений еврейского народа (наряду с ратовавшим за культурную автономию рабочим движением Бунд и территориализмом). После Второй мировой войны он стал единственным движением еврейского национализма.
В середине XX века, после двух тысяч лет изгнания, в Эрец-Исраэль было возрождено Государство Израиль, которое быстро заняло первое или второе место в мире по числу проживающих в нём евреев.

## Происхождение и значение термина

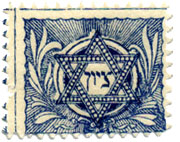
Марка Еврейского национального фонда, Эфраим Моше Лилиен, Вена, 1901—1902. Надпись: Сион (צִיּוֹן)

Слово «сионизм» является производным от топонима Сион (ивр. צִיּוֹן‎ — Цион), при этом Земля Израиля (Эрец-Исраэль) нередко именовалась «дочерью Сиона», а еврейский народ — «сыновьями Сиона».
Со времени вавилонского пленения Сион стал для еврейского народа в диаспоре символом утраченной родины. В этом значении он часто упоминается в религиозных текстах и светской литературе: «При реках Вавилона, там сидели мы и плакали, когда вспоминали о Сионе» (Пс. 136:1); «Сион, неужто ты не спросишь о судьбах узников твоих…» (Иехуда Галеви).
Во второй половине XIX века эта же семантика топонима была использована в названии палестинофильского движения «Ховевей Цион».
Сам термин «сионизм» был введён в употребление одним из ранних теоретиков сионизма, лидером ортодоксально-религиозного движения «Агудат Исраэль» и идишизма Натаном Бирнбаумом. Краткая еврейская энциклопедия утверждает, что впервые термин появился в 1890 году на страницах редактировавшегося Бирнбаумом журнала «Selbstemancipacion» (с мая 1893 года выходил с подзаголовком «Орган сионистов») как название «партии», которая, в противоположность чисто практической поселенческой программе «Ховевей Цион», стремилась бы обеспечить возвращение еврейского народа в Эрец-Исраэль политическими методами. Однако, по мнению Вальтера Лакера, появление термина в печати в 1890—1891 годах происходило без каких-либо политических коннотаций. А в общепринятом смысле Бирнбаум впервые употребил этот термин 23 января 1892 года на дискуссионном собрании в Вене.

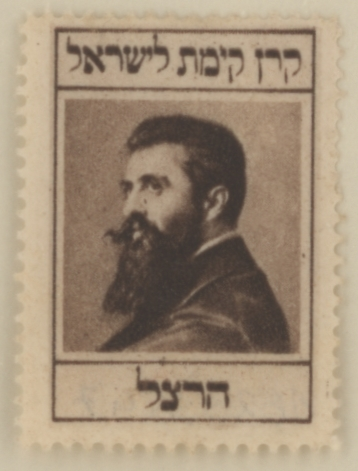
Теодор Герцль, почтовая марка Еврейского национального фонда, 1916

В статье «сионизм» первого издания Малой советской энциклопедии Мирон Вольфсон делит сионизм на политический, наиболее видным теоретиком и лидером корого был, по его мнению, Теодор Герцль, и духовный, сформулированный писателем Ахад-Гаамом.
Тем не менее, до конца XIX века под сионизмом чаще имели в виду именно практическую деятельность, направленную на создание еврейских сельскохозяйственных поселений в Эрец-Исраэль. В таком значении первоначально употреблял это слово Теодор Герцль. Лишь после Первого Сионистского конгресса, который принял Базельскую программу, соединившую «политический» и «практический» аспекты движения, с созданием Сионистской организации, в которую влилось большинство Ховевей Цион, термин приобрел современное значение.
В некоторых источниках сионизм оценивается как национально-освободительное движение еврейского народа в контексте европейских национально-освободительных движений XIX века.

### Ошибочное использование термина
Сионизм следует отличать от территориализма — стремления части евреев иметь своё государство вне зависимости от конкретного места нахождения. В то время как сионизм — это стремление евреев возродить своё государство именно на своей древней родине в Земле Израиля.
В СССР в эпоху «застоя» сионизм был отождествлён с еврейством, объявлен «новым фашизмом» и расизмом. С 1963—1964 годов советский дискурс пускает в ход двойное отождествление: «сионизм=расизм» и «сионизм=фашизм/нацизм», что использовалось в качестве дополнительных аргументов для продвижения позиции, согласно которой сионизм является преступлением. В советском дискурсе была создана антисемитская теория заговора, предполагающая существование тайного союза империалистических сил, объединяющего «иудаистских реакционных клерикалов», сионистские организации и «фашистские» (в сталинской терминологии) режимы, в особенности нацистские и расистские круги; сионизм рассматривается как главный претендент на мировое господство. Для советских идеологов термин «сионизм» приобрёл не столько историко-политический смысл, сколько расширительный и в значительной мере мифологический. В теории сионистами считались носители «шовинистической и расистской идеологии», на практике термин употреблялся в отношении любого неугодного еврея, не имеющего никакого отношения к сионизму.
Советское понимание «сионизма» как «еврейского фашизма и расизма», союзника западного империализма и сил, стремящихся к мировому господству, имеет современных последователей, в том числе среди исламистов и левых.

## Цели и идеология

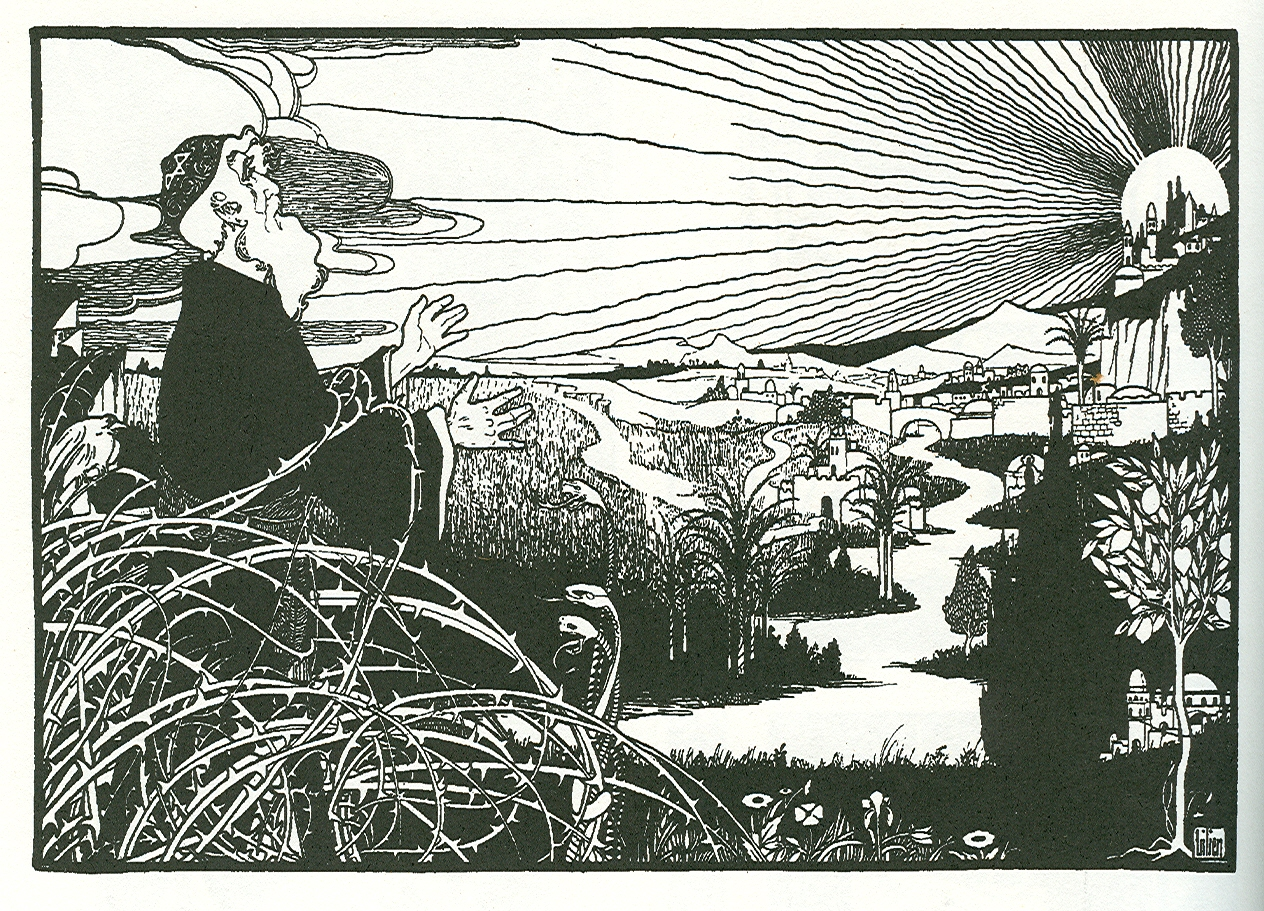
Глядя на восток, Эфраим Моше Лилиен, 1903

Сионистское движение всегда ставило своей целью решение «еврейской проблемы», рассматривая её как проблему национального меньшинства, беспомощного народа, уделом которого являются погромы и преследования, у которого нет собственного дома, который всюду подвергают дискриминации, указывая на его чуждость. Сионизм пытался добиться решения этой проблемы путём возвращения евреев в «исторический дом» в стране Израиля и создания в этом доме собственной страны еврейского народа, которая может защитить евреев от угнетения и принуждения.
В сионизме имел место синтез целей: освобождения и единства, ибо цель состояла как в освобождении евреев из-под угнетающей их власти, так и в восстановлении единства евреев через собирание еврейских диаспор со всего мира на их Родине.
Формирование «нового еврея», способного не только развивать свою страну, но и защитить её, по мнению исследователей сионизма, служило для основателей израильского государства одним из основных приоритетов.
Сионизм унаследовал ряд идеологических и эмоционально-психологических элементов мессианизма, такие как стремление к социальной справедливости, вера в конечную победу добра, что в некоторой мере способствовало росту его популярности.

## 13 тезисов сионизма
Вальтер Лакер выделяет 13 тезисов сионизма:
1. Сионизм — это реакция на антисемитизм.
2. Антисемитизм в своей самой смертоносной форме достиг кульминации в Центральной Европе, где относительно малочисленные еврейские общины максимально ассимилировались.
3. Сионизм всегда считал ассимиляцию евреев главным врагом.
4. Сионисты получили свой шанс на успех после I мировой войны.
5. Сионизм возник намного позже других национальных движений, времени и ресурсов на реализацию целей было чрезвычайно мало.
6. Сионизм не имел ни денег, ни военной силы, ни политического влияния, в распоряжении сионистов были в основном моральные аргументы.
7. Еврейское государство возникло к тому времени, когда спасать погибающих в Европе евреев было уже поздно.
8. Вплоть до 1930-х годов сионистские лидеры не понимали чётко, в чём состоит конечная цель движения.
9. Арабо-еврейский конфликт был неизбежен, поскольку арабы не могли смириться с созданием еврейского государства.
10. С арабской точки зрения сионизм представлял агрессию, а еврейская иммиграция — вторжение.
11. Сионизм подвергается критике также со стороны еврейских ультраортодоксов, сторонников ассимиляции и крайне левых.
12. Основным источником слабости сионизма был тот факт, что условия для реализации сионистской мечты никогда не были благоприятными.
13. Основная цель сионизма была двойной: вернуть еврейское самоуважение и достоинство в глазах неевреев и восстановить еврейский национальный очаг для евреев, чтобы «жить как свободные люди на своей земле, спокойно умереть в своих собственных домах» (Герцль).

## История

### Предпосылки к возникновению

#### Культурные предпосылки
Библейское предание начинает жизнеописание Авраама, уроженца Ура Халдейского в Месопотамии, словами: «И сказал Господь Аврааму: пойди из земли твоей, от родства твоего и из дома отца твоего в землю, которую Я укажу тебе» (Быт. 12:1) — в землю, позже получившую название Земля Израиля, согласно Библии, обетованную Богом потомкам Авраама.
Библейские тексты отмечают духовную связь народа Израиля и обетованной ему Богом земли и утверждают о неизбежности их конечного воссоединения: «…возвратит Господь, Бог твой, изгнанных твоих… и опять соберет тебя из всех народов, среди которых рассеял тебя Господь, Бог твой… И приведет тебя Господь, Бог твой, в землю, которой владели отцы твои, и будешь ты владеть ею…» (Втор. 30:3, 5); «И возвращу Я изгнанных народа моего, Израиля… И насажу Я их на земле их, и не будут они больше вырваны из земли своей, которую Я дал им» (Амос. 9:14, 15).
В Земле Израиля евреи сформировались как народ из разных племён общего происхождения, в этой земле существовало еврейское суверенное государство, в ней сложился духовный и религиозный облик еврейского народа, были созданы ценности национальной и ставшей впоследствии общечеловеческой культуры, сложилась Библия, мировоззрение которой составило основу иудаизма, и двух наиболее распространённых мировых религий — христианства и ислама. Страна Израиля как независимая геополитическая культурная единица существует только в контексте еврейской истории. Ранее обоснования в ней израильских племён эта территория представляла собой разнообразные ханаанские города-государства, часто подвластные Египетскому царству. После потери независимости еврейского государства Страна Израиля стала одной из незначительных провинций ряда крупных держав: Римской империи, Византии, Арабского халифата и Османской империи.
Земля Израиля занимает центральное место в еврейской религии и культуре. Связь с ней сохраняется в течение всей истории евреев. Религиозное мировоззрение еврейского народа основывается на мессианстве, вере в избавление человечества и возвращение евреев в Эрец-Исраэль. Это упование отражено в духовном творчестве еврейского народа в течение веков жизни в диаспоре. Неоднократно возникавшие мессианские движения стремились к чуду избавления.
Предположительно, уже вскоре после разрушения Второго храма в читаемую трижды в день молитву Амида включается бенедикция кибуц галуйот, представляющая собой обращенную к Богу мольбу о возвращении евреев, находящихся в странах изгнания, в Землю Израиля: «Собери нас вместе с четырех концов земли в страну нашу». Идея грядущего объединения рассеянных по миру частей еврейского народа и восстановления еврейской государственности проводится талмудической литературой. Согласно с этим ряд средневековых раввинских авторитетов, включая Нахманида, провозглашали проживание в Земле Израиля в качестве одного из важнейших предписаний иудаизма (мицвот).
Исполняя эту мицву или спасаясь от преследований, отдельные группы евреев неоднократно переселялись в Страну Израиля. Так, в 1211 году в Землю Израиля прибыли 300 раввинов из Франции, на рубеже XV—XVI века их деяние повторили изгнанники из Испании и Португалии, в 1648 году — беженцы из Украины, где участники восстания Богдана Хмельницкого массово уничтожали евреев, в 1774—1777 годах — хасиды и митнагдим с территории России и Польши. Почти беспрерывно в течение многих веков происходила индивидуальная алия. В числе совершавших её были видные религиозные и светские деятели, такие как Нахманид, Иехуда ха-Леви, раввин Овадия из Бертиноро и др. Земля Израиля являлаясь конечной целью передвижения многих известных еврейских путешественников, включая Биньямина из Туделы, Птахию из Регенсбурга, Мешуллама из Вольтерры. Возможно, по меньшей мере однажды была предпринята попытка воссоздания в Земле Израиля еврейского политического центра — как таковую, предположительно, можно рассматривать деятельность Иосефа и Грации Наси по восстановлению и заселению Тверии в середина XVI века.
Преданность евреев исторической родине и осознание им своего единства стали предпосылками для зарождения в массового национально-освободительного движения возвращения в Эрец-Исраэль и создания на её территории независимого государства. Возникновению этого движения длительное время препятствовало то, что Священное Писание, учения большинства позднейших религиозных авторитетов, и формировавшееся под их влиянием общественное сознание осмысляли конец галута в контексте мессианской эсхатологии. Согласно этой концепции, избавление, которое понимается как национальное освобождение, полностью зависит от воли Божьей, выразителем которой будет Его посланник — Мессия. Как один из аспектов будущего общего переустройства мира, избавление не может произойти по воле человека или группы людей. Эсхатологическая трактовка избавления являлась преобладающей до начала эпохи Хаскалы, и национальные стремления евреев могли выразиться в это время только в форме мессианских движений, многие из которых включали призывы к массовому переселению в Землю Израиля, а иногда сопровождались также практическими действиями, как, например, крупнейшая в Средневековье алия ашкеназов, совершённая в 1700 году под руководством Иехуды Хасида ха-Леви, бывшего тайным последователем Шабтая Цви.
Основная идея сионизма о том, что еврейскому народу следует взять дело своего объединения и возрождения в собственные руки, зародилась и получила распространение только в итоге преодоления или переосмысления эсхатологии.

#### Политические предпосылки
Сионизм возник в контексте массовой национальной эмансипации в Европе — самоопределения наций и национально-освободительной борьбы. При этом в Западной Европе эта эмансипация опиралась на государственность, а Восточной — на этничность. Как отмечает Михаил Членов, этнический национализм укрепился именно в Восточной и Центральной Европе на восток от Германии. И этническая форма самоидентификации проявилась в среде восточно-европейских ашкеназов.
Несмотря на массовую ассимиляцию евреев, особенно ярко проявившуюся c конца XVIII века в Западной Европе, в XIX веке во многих странах Европы усилились националистические и антисемитские настроения. Помимо религиозного антисемитизма во второй половине XIX века появился расовый антисемитизм, который отрицал ассимиляцию и концентрировался на этническом происхождении, а не на принадлежности к иудаизму.
Одним из проявлений этой тенденции стало так называемое дело Дрейфуса — ложное обвинение еврейского офицера французской армии в шпионаже. В России с 1821 года начались еврейские погромы. Сионизм во многом возник как реакция на антисемитские тенденции в европейской политике.
Социальной опорой сионизма была средняя и мелкая буржуазия, именно указанный слой подвергался наряду с трудящимися евреями, наибольшей дискриминации, страдал от антисемитизма.

### Предтечи сионизма

#### Стремление евреев в Сион

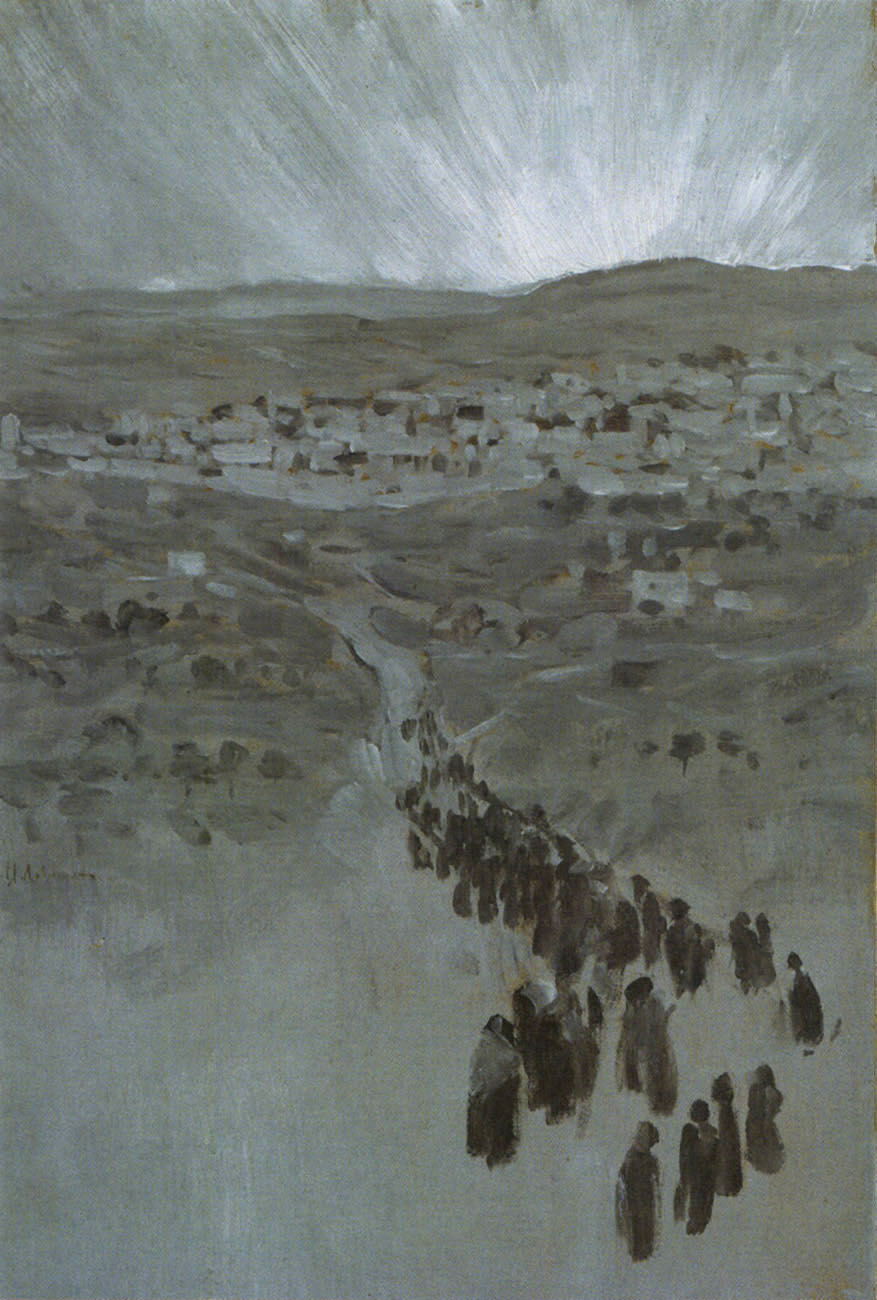
Исаак Левитан. «На пути к Сиону». 1890

Среди евреев, живших в диаспоре, всегда было распространено сильное стремление возвратиться к Сиону. Сион, Земля Израиля и Иерусалим присутствовали в еврейской культуре и традиционных ритуалах как символы Родины. Это стремление проявилось в том числе в появлении множества мессий: от Давида Алроя до Шабтая Цви.
С XII века на фоне преследования евреев в христианских странах возникло течение возвращения на древнюю Родину. В 1492 году этот поток пополнился еврейскими изгнанниками из Испании, которые основали еврейскую общину в городе Цфат. В течение Средних веков крупные еврейские общины были в Иерусалиме и Цфате, меньшие — в Наблусе (Шхеме) и Хевроне.
В начале XVIII века была предпринята одна из самых значительных попыток репатриации из Европы и обновления еврейского национально-религиозного центра в Иерусалиме. Во главе этого движения стоял рабби Иехуда Хасид, прибывший в Иерусалим в 1700 году во главе около тысячи своих последователей из различных стран Европы. До их прибытия иерусалимская община насчитывала 1200 человек, в том числе 200 ашкеназов. Сам Иехуда Хасид, прибыв в страну, вскоре умер. Между его последователями и задолжавшей арабам ашкеназийской общиной Иерусалима возникли трения, а арабы-заимодавцы сожгли ашкеназийскую синагогу (1720) и изгнали евреев-ашкеназов из города. Долгое время после этих событий евреи, прибывавшие из Европы, селились главным образом в Хевроне, Цфате и Тверии.
В XVIII—XIX веках было множество разных публикаций с идеей возврата евреям исторической родины. Такие идеи обнародовали французский император Наполеон Бонапарт, русский декабрист Павел Пестель, голландский принц Карл де Линь и многие другие.
К 1880 году население Палестины достигло 450 тыс. человек, из которых 24 тыс. составляли евреи. В Иерусалиме евреи составляли более половины всего 25-тысячного населения. в Цфате жили 4 тыс. евреев, в Тверии — 2,5 тыс., Яффе — 1 тыс., в Хевроне 800 человек и в Хайфе — 300. Иерусалим стал крупнейшим городом в стране. Палестина в этот период была отсталой османской провинцией даже без отдельного административного статуса. Она пребывала в состоянии полного упадка, что делало эмиграцию туда малопривлекательной для европейских евреев.

#### Поселенческая деятельность в XIX веке
Первые практические планы создания еврейского государства были изложены в 1862 году в книгах раввина Цви-Гирша Калишера «В поисках Сиона» и Мозеса Гесса «Рим и Иерусалим». Хотя Исайя Берлин и назвал книгу Гесса «взрывом бомбы», эти призывы не произвели ожидаемого эффекта, поскольку, как пишет Лакер, распространялись «вне опоры на политические и социальные силы, которые могли бы обеспечить руководство в борьбе за их реализацию». В еврейской среде не наблюдалось подъёма национального самосознания.
Однако в 1880-х годах эти труды стали основой к началу практического (поселенческого) сионизма, движению «Ховевей Цион» («Палестинофилы»). Один из ранних палестинофилов Натан Фридланд начал политическую деятельность — на аудиенции у императора Франции Наполеона III просил его содействия в деле переселения евреев в Палестину.
Первая большая волна современной иммиграции, известная как Первая алия (ивр. עלייה‎), началась в 1881 году, когда евреи были вынуждены спасаться бегством от погромов в Восточной Европе.

### Возникновение политического сионизма. Деятельность Теодора Герцля (1897—1904)
Основателем политического сионизма — движения, которое ставило своей целью основание еврейского государства на земле Израиля, поднимая еврейский вопрос на международной арене, — считается Теодор (Беньямин-Зеэв) Герцль. В 1896 году Герцль опубликовал свою книгу «Еврейское государство» (нем. Der Judenstaat), в которой изложил своё видение будущего еврейского государства. Уже в следующем году Герцль руководил первым Всемирным сионистским конгрессом в Базеле, где была основана Всемирная Сионистская Организация (ВСО).

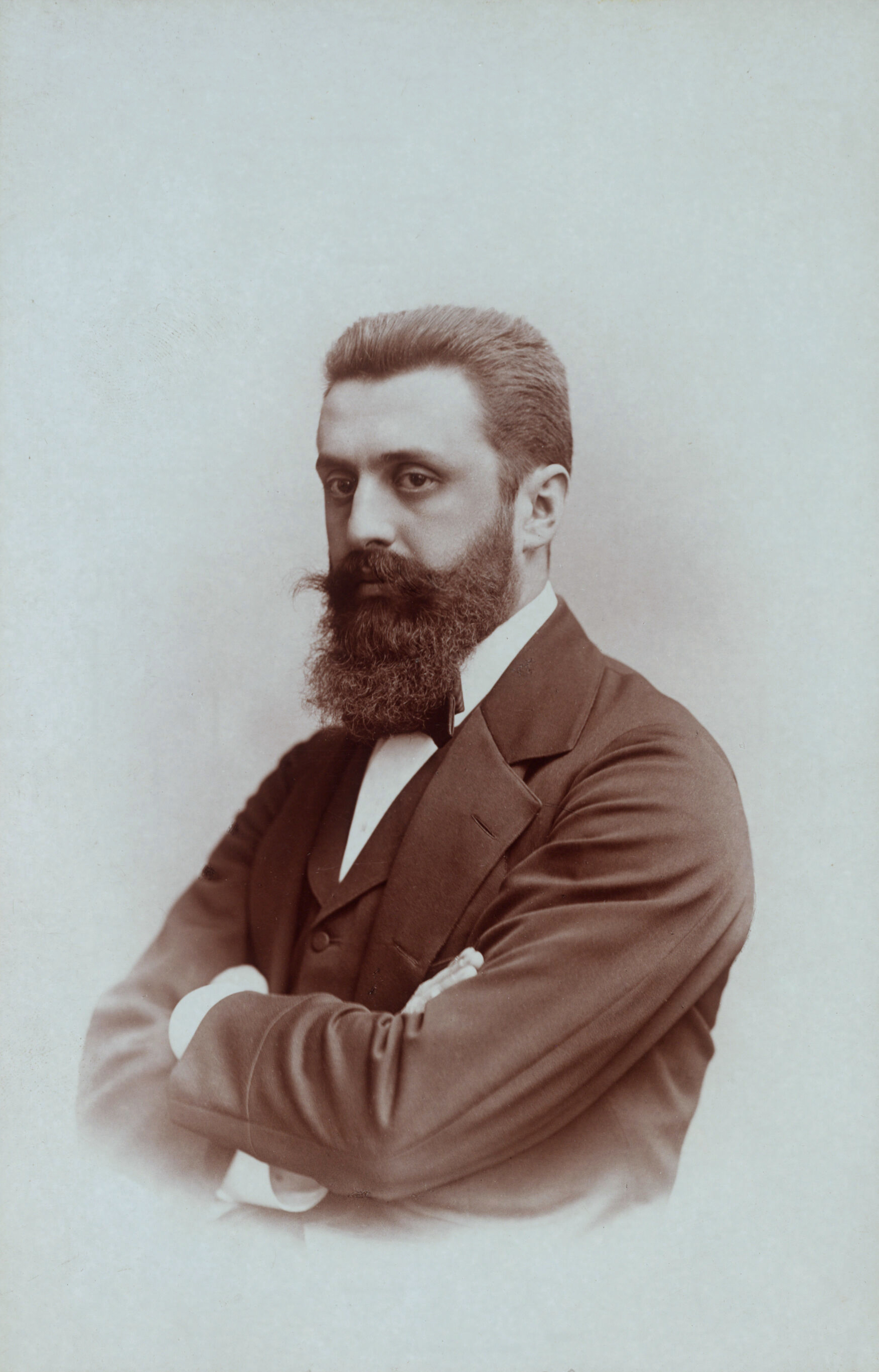
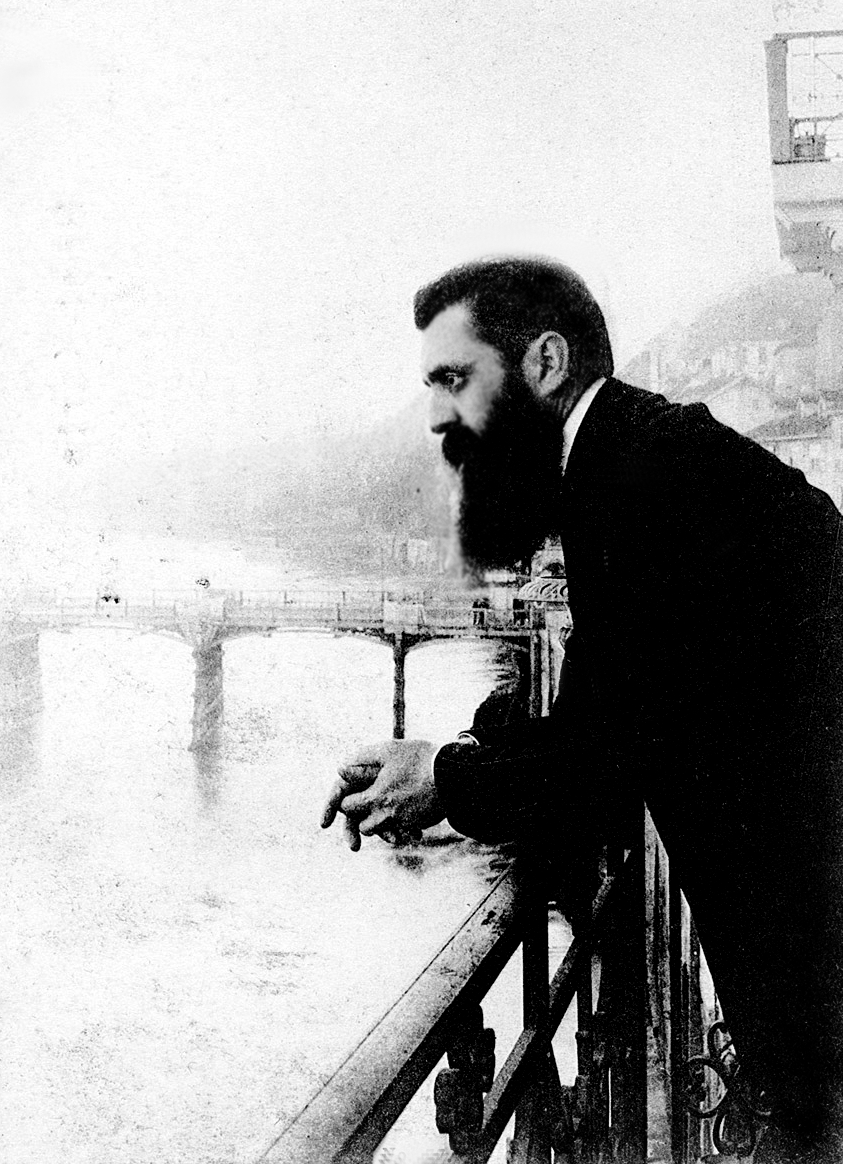

### Становление и развитие движения (1904—1917)
Вторая алия (1904—1914 годы) началась после Кишинёвского погрома. Приблизительно 40 тысяч евреев поселилось в Палестине. Большинство иммигрантов первой и второй алии были ортодоксальными евреями, но вторая алия включала также и социалистов, основавших кибуцное движение.

### От Декларации Бальфура до Билтморской программы (1917—1942)
Во время Первой мировой войны, в начале ноября 1917 года, британский министр иностранных дел Артур Бальфур подписал опубликованное вскоре письмо-заявление, получившее впоследствии название Декларации Бальфура, которая, в частности, провозглашала, что британское правительство «относится благосклонно к восстановлению национального очага для еврейского народа в Палестине и приложит все усилия к облегчению достижения этой цели» Как следствие этого, еврейские добровольцы-сионисты сформировали еврейский легион, который оказал британским войскам помощь в завоевании Палестины.
В 1919—23 годах (Третья алия) в Палестину прибыли 40 тысяч евреев, в основном из Восточной Европы. Поселенцы этой волны были обучены сельскому хозяйству и могли развивать экономику. Несмотря на квоту иммиграции, установленную британскими властями, еврейское население выросло к концу этого периода до 90 тысяч. Болота Изреэльской долины и долины Хефер были осушены и земля сделана пригодной для сельского хозяйства. В этот период была основана федерация профсоюзов, Гистадрут.
Арабские протесты против еврейской иммиграции привели к Палестинским бунтам, и в 1920 году на основе еврейской организации самообороны Ха-Шомер была сформирована новая еврейская военная организация — «Хагана» (на иврите «Оборона»).
В 1922 году Лига Наций вручила Великобритании мандат на Палестину, объясняя это, кроме прочего, необходимостью «установления в стране политических, административных и экономических условий для безопасного образования еврейского национального дома». Из-за Яффских бунтов в самом начале Мандата, Британия ограничила еврейскую иммиграцию и часть территории, планировавшаяся для еврейского государства, была отдана под образование Трансиордании.
В то время страну населяли преимущественно арабы-мусульмане, однако самый крупный город, Иерусалим, был преимущественно еврейским.
В 1924—29 годах (Четвёртая алия) в Палестину приехали 82 тысячи евреев, в основном в результате всплеска антисемитизма в Польше и Венгрии. Эта группа состояла во многом из семей среднего класса, которые переехали в растущие города, основав малые предприятия торговли и общественного питания и лёгкую промышленность. Впоследствии, однако, приблизительно 23 тысячи эмигрантов этой волны покинули страну.
Подъём нацистской идеологии в 1930-х годах в Германии привёл к Пятой алие, которая состояла в репатриации четверти миллиона евреев, спасавшихся от Гитлера. Этот период закончился Арабским восстанием 1936—39 годов и изданием Британией в 1939 году «Белой книги», которая фактически сводила на нет иммиграцию евреев в Палестину.

### Борьба за создание еврейского государства (1940—1948)
Страны мира отказывались принимать евреев, спасавшихся от Холокоста, что вместе с запретом Великобритании на переселение в Палестину фактически означало смерть для миллионов. Для обхода запрета на иммиграцию в Палестину была создана подпольная организация «Моссад ле-Алия Бет», помогавшая евреям нелегально добраться до Палестины и спастись от гибели.
По окончании Второй мировой войны, еврейское население Палестины составляло 33 % по сравнению с 11 % в 1922 году.
После 1945 года Великобритания оказалась вовлечена в нарастающий конфликт с еврейским населением. В 1947 году британское правительство заявило о своём желании отказаться от мандата на Палестину, аргументируя это тем, что оно не способно найти приемлемое решение для арабов и евреев. Созданная незадолго до того Организация Объединённых Наций на Второй сессии своей Генеральной Ассамблеи 29 ноября 1947 года приняла план раздела Палестины (резолюция Генеральной ассамблеи ООН № 181). Иерусалим должен был стать международным городом (corpus separatum) под управлением ООН, чтобы не допустить конфликта по его статусу. Еврейский «Ишув» принял этот план, но Лига арабских государств и Высший арабский совет отвергли его.

### Период становления и укрепления Государства Израиль (1948—1967)

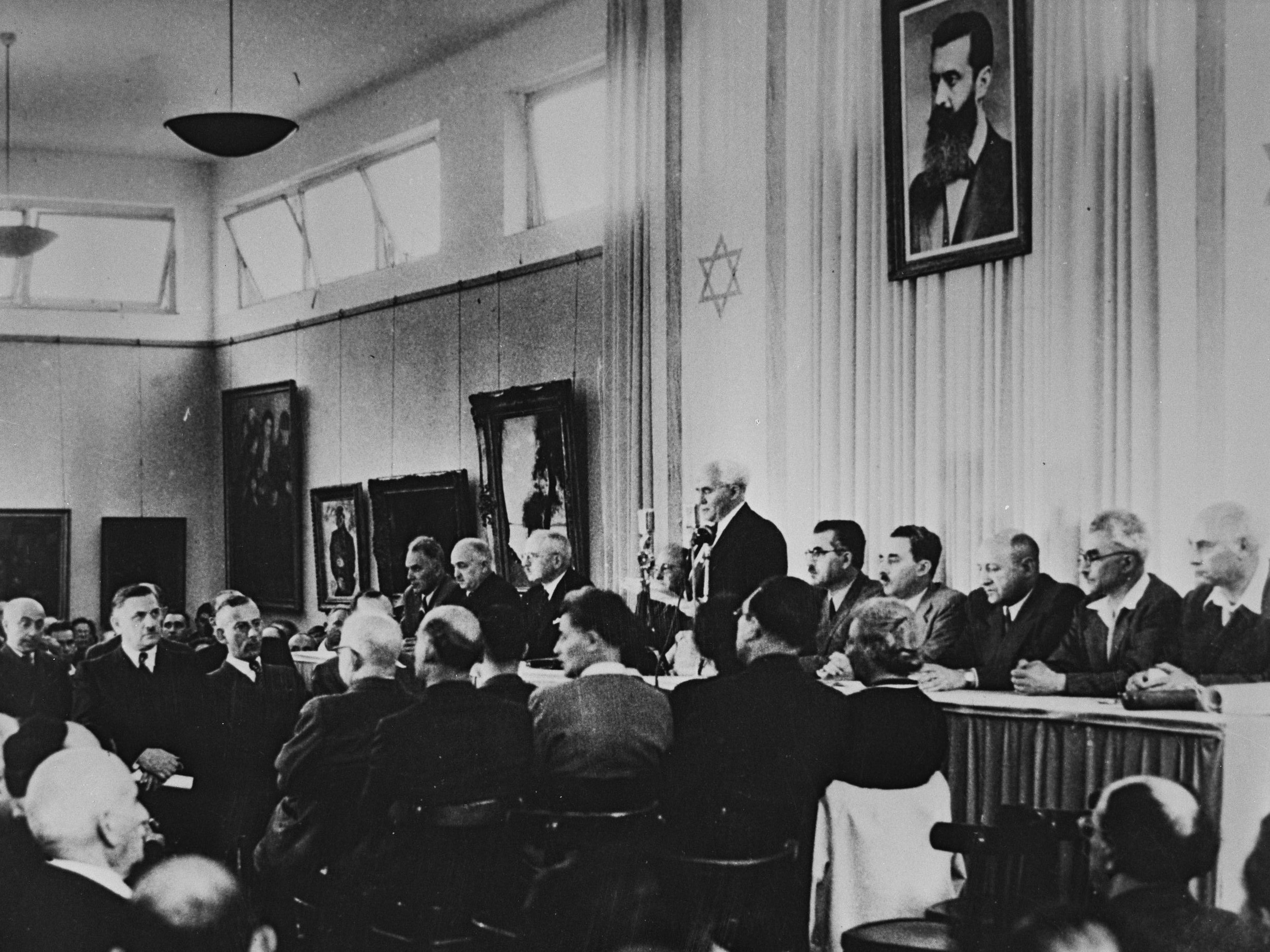
Давид Бен-Гурион в окружении членов временного правительства зачитывает Декларацию независимости в зале музея Тель-Авива

Еврейское государство было провозглашено 14 мая 1948 года, за один день до окончания британского мандата на Палестину.
Согласно оценке ООН, в ходе Войны за независимость из Израиля бежали около 711 000 арабов. В то же время, около 400 тысяч евреев были изгнаны за период 1948—1951 из арабских стран, а всего мусульманские страны за период с 1948 и до 1970-х годов покинули по разным данным от 800 тысяч до миллиона евреев. Тем не менее, только судьба арабских беженцев стала основным предметом разногласий в арабо-израильском конфликте.
В качестве юридического выражения доктрины сионизма 5 июля 1950 года Кнессетом был принят Закон о возвращении, провозглашающий право каждого еврея репатриироваться в Государство Израиль.
В первые годы существования государства на политической арене Израиля доминировало движение социалистического сионизма (МАПАЙ), возглавляемое первым премьер-министром Израиля, Давидом Бен-Гурионом. Эти годы были отмечены массовой иммиграцией евреев, выживших в Катастрофе и спасающихся от преследований в арабских странах. С 1948 по 1958 год население Израиля возросло с 800 000 до 2 000 000. Большинство иммигрантов являлись беженцами и практически не имели при себе имущества. Они были размещены во временных палаточных лагерях, «маабарот». К 1952 году в подобных палаточных городках проживали свыше 200 000 иммигрантов. Необходимость решения этого кризиса заставила Бен-Гуриона пойти на подписание договора с ФРГ о репарациях, что вызвало массовые протесты евреев, возмущённых идеей сотрудничества с Германией.
Воссоздание государства Израиль, которое требовало опоры на героическое прошлое, отсылало к зилотам Масады, сопротивлявшимся Римской империи. В течение двух десятилетий в этом памятном месте велось принятие воинской присяги.

## Идеологические течения
В первой половине XX века в идеологии сионизма выделились несколько крупных течений, самыми заметными из которых являются социалистический сионизм, ревизионистский сионизм и религиозный сионизм.

### Движение социалистического сионизма
Движение социалистического сионизма, доминировавшее с момента своего возникновения вплоть до конца 1970-х годов, полагало, что экономика еврейского государства должна строиться на принципах социализма. К этому направлению можно условно отнести и «предтеч и основателей» сионизма Мозеса Гесса и Теодора Герцля.
Основателем этого идеологического направления считается Нахман Сыркин, развивший идеи М. Гесса в статье «Еврейский вопрос и еврейское социалистическое государство» (1898), в которой доказывал, что сионистское движение сможет добиться успеха лишь в том случае, если еврейское государство будет «основано на справедливости, разумном планировании и социальной солидарности». Подобные взгляды исповедовали в диаспоре Цеирей Цион, в Эрец-Исраэль — члены Ха-Поэль ха-Цаир, видевшие в возвращении евреев в Эрец-Исраэль и их переходе к производительному труду прежде всего средства нравственного самосовершенствования народа и отдельных его представителей. Эти взгляды нашли отражение в работах Аарона Гордона.
Другой теоретик социалистического сионизма, Бер Борохов, пытался построить концепцию еврейского национального движения, основанного на марксистском историческом материализме. В отличие от Н. Сыркина, учение которого носило этико-утопический характер, Б. Борохов полагал, что «нормализация социальной структуры еврейского народа в результате переселения большей его части в Эрец-Исраэль создаст отсутствующие в диаспоре условия для развития классовой борьбы, итогом которой и станет возникновение независимого или автономного социалистического еврейского государства». Идеями Б. Борохова руководствовались участники движения Поалей Цион.
Сторонники социалистического сионизма составили костяк второй и третьей алии; из их рядов вышли почти все лидеры ишува 1920-40-х гг., многие основатели Государства Израиль и его первые руководители.
Партия «МАПАЙ» (позже «Авода», потом «Исраэль Ахат»), возглавлявшаяся Бен-Гурионом и бывшая главным выразителем этой идеологии, с течением времени потеряла популярность и сама в значительной степени отошла от социалистической идеологии. Тем не менее, наследие идей социализма (как, например, кибуцы, государственный контроль над экономикой и важная роль профсоюзов) проявляется в Израиле до настоящего времени. Одной из ведущих социалистических партий в Израиле являлась партия МАПАМ (Объединённая рабочая партия), которая пыталась объединить марксизм-ленинизм и коммунистическую риторику с идеологией сионизма. Позже эта партия вошла в блок «Мерец-Яхад».

### Движение «ревизионистов»
Идеологическое направление в сионизме, получившее название «ревизионизм» (имеется в виду, что сторонники этого идеологического направления в сионизме осуществили ревизию идеологии сионистов-социалистов, которая в начале XX века была господствующей в сионистском движении), основал и возглавил Владимир (Зеев) Жаботинский (1880—1940).
Согласно воззрениям сионистов-ревизионистов, экономика еврейского государства должна строиться исключительно на принципах свободного рынка. До середины XX века это направление в сионизме было второстепенным, но впоследствии влияние сионистов-ревизионистов значительно возросло, и представляющая это идеологическое течение партия «Херут» (позже «Ликуд») долгое время была одной из правящих партий Израиля.

### Религиозный сионизм
Ещё одно идеологическое течение в сионизме, получившее название «религиозный сионизм», сформулировал раввин Авраам-Ицхак Кук (1865—1935), крупнейший религиозный авторитет начала XX века, бывший главным раввином Страны Израиля в 1921—1935 годах. Он считал, что сионизм не только не противоречит ортодоксальному иудаизму (как считали тогда многие, и до сих пор считают некоторые ультра-ортодоксальные раввины) — но наоборот, должен стать основой для возрождения иудаизма. Выразителем этой идеологии в течение многих лет являлась национально-религиозная партия «Мафдаль», позже вошедшее в состав блока «Ихуд леуми» («Национальное единство»).

### Синтетический, общий и либеральный сионизм
Синтетический сионизм представляет собой вариант сионизма, предложенный Хаимом Вейцманом на восьмом Сионистском конгрессе, который объединяет практический сионизм с политическим. Под практическим сионизмом подразумевается строительство инфраструктуры, поддержка еврейской иммиграции в Палестину и создание кибуцов, а под политическим дипломатические усилия по признанию Государства Израиль. Синтетический сионизм включает в себя элементы социализма, но в отличие от социалистического сионизма является более прагматичным. По мнению историка Симхи Флапана, принципы синтетического сионизма были приняты Давидом Бен-Гурионом и последующими руководителями Израиля и в настоящее время отражают внешнюю политику Израиля.
Общий сионизм является умеренно-либеральным течением сионизма без выраженной идеологической окраски, поддержившим капитализм и свободный рынок. Главной целью общего сионизма было создание еврейского национального государства дипломатическим путём: так, в 1917 году «общие сионисты» принимали участие в переговорах по декларации Бальфура. Изначально термин «общие сионисты» применялся по отношению к членам Всемирной сионистской организации, не присоединившимся к определённой партии или фракции, и осталось только в рядах сионистской организации соответствующей страны, однако впоследствии стал ассоциироваться с представителями еврейской буржуазии и интеллигенции, отождествлявшими себя с европейским средним классом. Начиная с Первого сионистского конгресса в 1897 году и до окончания Первой Мировой войны общий сионизм являлся доминирующим в сионистском движении. Созданный в 1931 году «Всемирный союз общих сионистов», к 1945 году разделился на две фракции в соответствии с их происхождением, экономическим положением и позицией на рынке труда: «Общие сионисты»-«А» и «Общие сионисты»-«Б», и соответственно — на две профсоюзные организации: «Хистадрут» и «Иргун ха-овдим ха-ционим ха-клалиим» («Организация трудящихся общих сионистов»).
Либеральный сионизм — это идеологическое направление среди сионистов, выступающих за посторонние еврейского государства, основанного на либеральных ценностях: демократии, светскости, капитализме, верховенстве права, соблюдении прав человека и равенстве для всех граждан, в том числе для неевреев. Либеральный сионизм отрицательно относится к религиозному экстремизму и этноцентризму и поддерживают принцип «два государства для двух народов». В настоящее время представлен партией «Еш атид».

### Развитие сионистской идеи после 1948 года

#### Постсионизм
Идеи постсионизма опираются на мнение некоторых израильских интеллектуалов из научных и околополитических кругов, о том, что сионизм выполнил свою главную идеологическую миссию. Поскольку Государство Израиль уже создано, сионистская идеология должна уйти со сцены. Теперь израильтяне, как все нации, которые в достаточной безопасности проживают в своих государствах, должны ставить перед собой «нормальные» цели, такие, как повышение уровня жизни и социального и культурного благосостояния населения.

Явление постсионизма весьма сложно и не однопланово — это социальный и социологический процесс. Часто критики склонны ассоциировать постсионизм с антисионизмом.
Идеология и политика постсионизма: слово вместо силы, переговоры вместо противостояния, права человека вместо прав еврейского народа должны были привести к новому Ближнему Востоку. Воплощению идей постсионизма в жизнь в значительной мере препятствуют непрекращающиеся теракты по отношению к евреям и израильтянам вообще.

## Отношение к сионизму

### Солидарность с сионизмом среди неевреев
Понятие сионизма как политического движения образовалось в современном смысле в конце XIX века. Тем не менее, в виду различных причин не только евреи поддерживали и поддерживают эту идею.
Некоторые христианские течения, например диспенсационалисты, видят в создании еврейского государства свершение библейских пророчеств. Баптистский проповедник, лидер Движения за гражданские права чернокожих в США, лауреат Нобелевской премии мира Мартин Лютер Кинг поддерживал сионизм и Израиль. Мартин Лютер Кинг напрямую приравнивал антисионистские высказывания к антисемитизму, так отвечая студенту Кембриджа, высказывавшему антисионистские замечания, Кинг сказал:
Когда люди критикуют сионистов, они имеют в виду евреев. Вы говорите об антисемитизме!
Некоторые мусульманские общественные деятели сочувствуют идеям сионистского движения. Например, глава Исламской ассамблеи Италии, шейх Абдул Хади (Массимо Палацци), и некоторые другие. Другие исламские деятели, публично высказывающиеся за сионистские идеи: Магди Аллам, Тауфик Хамид, Ташби Саиид и некоторые другие.
1 января 2006 года в городе Ришон ле-Ционе создана общественная организация Татары за Израиль, выступающая в поддержку права государства Израиль на существование и ставящая своей целью содействие укреплению его безопасности и процветания.
Канцлер Германии Ангела Меркель, в интервью еврейскому изданию «JewishVoice from Germany» на вопрос о том, является ли антисионизм законным, ответила: «Для тех, кто разделяет мое мнение о том, что евреи как народ имеют право на самоопределение, сионизм как национальное движение еврейского народа является воплощением этого самого права, которое его противники пытаются отрицать».

### Критика и неприятие сионизма
С самого начала существования сионистского движения у него появился ряд идеологических противников, последователи которых продолжают выступать против идеологии сионизма и после создания еврейского государства.
С понятием «антисионизм» связываются взгляды ряда религиозных групп, политических движений и общественных институтов, в том числе и еврейских, отвергающих и критикующих цели сионизма или методы их достижения.
Из-за разности видения сути сионизма, а именно «объединения и возрождения еврейского народа на его исторической родине», а также включения в понятие «сионизм» его критиками множества иных концепций (вплоть до теории всемирного заговора) «антисионизм» также имеет ряд определений:
- Протест против существования суверенного еврейского национального образования на территории Израиля;
- Протест против права евреев на самостоятельную политическую активность (в том числе и по религиозным мотивам);
- Предпочтение политической (как правило, космополитической, интернациональной, мультикультурной) или другой активности на благо еврейскому народу методам сионистского движения.

Негативное отношение к сионизму отдельных групп и идеологов антисионизма объясняется рядом различных мотивов:
- Протестом (внутри Израиля и за рубежом) против определения Израиля в качестве еврейского государства, которое порождает дискриминацию в отношении нееврейского населения;
- Отрицанием права на существование еврейского государства в наше время по религиозным мотивам некоторыми группами в ортодоксальном иудаизме;
- Политическими и/или расистскими (антисемитскими) мотивами.

В наше время антисионизм выражается, главным образом, в антиизраильской позиции, которая часто характеризуется протестом против существования Израиля в качестве еврейского государства, либо против некоторых аспектов его внешней и внутренней политики. Подобную позицию разделяют также некоторые внутренние противники идеологии сионизма.

### В ООН
В 1947 году Генеральная ассамблея ООН приняла резолюцию № 181, предусматривающую создание на территории Палестины двух государств — еврейского и арабского, обеспечив таким образом достижение основной цели сионизма. 11 мая 1949 года Государство Израиль было принято в ООН.
10 ноября 1975 года ХХХ сессия Генеральной Ассамблеи ООН усилиями СССР (при поддержке арабских и «неприсоединившихся» стран) приняла (72 голосами при 35 против и 32 воздержавшихся) Резолюцию 3379, которая квалифицировала сионизм как «форму расизма и расовой дискриминации». Эту резолюцию поддержали социалистические и арабские страны, США категорически высказались против этой резолюции. 16 декабря 1991 года, по требованию Израиля (поставившего отмену резолюции 3379 условием участия страны в Мадридской конференции) и США, эта резолюция была отменена резолюцией 46/86 Генеральной Ассамблеи ООН. За принятие резолюции проголосовало 111 государств, против — 25, воздержалось — 13.
Вместе с тем, в декларации Всемирной конференции ООН против расизма, проходившей в Дурбане (ЮАР) в сентябре 2001 года, незадолго до начала интифады Аль-Акса, единственным народом, страдающим от оккупации, был назван палестинский народ.
Атмосфера самой конференции и её результаты вызвали неоднозначную реакцию в мире. Ряд источников назвал её трибуной для выражения антисемитизма и ненависти к Израилю. В результате США и Израиль покинули конференцию в знак протеста против её итоговой резолюции. Государственный секретарь США Колин Пауэлл, отказавшийся от участия в конференции, назвал язык, принятый на конференции, «чудовищным». В 2009 году «Джессика Ньюрайт, директор нью-йоркского офиса Верховного комиссара ООН по правам человека, признала […], что конференция 2001 года в Дурбане была омрачена актами антисемитизма, и пообещала, что Женевская конференция („Дурбан-2009“) не повторит этой ошибки». Тем не менее, оценив ситуацию накануне её открытия, конференцию 2009 года решили бойкотировать такие страны, как Австралия, Канада, Германия, Израиль, Италия, Нидерланды, Новая Зеландия, Польша и США. Многие страны Европейского союза, включая Францию и Великобританию, в конечном счёте посетили конференцию, но послали делегации низкого уровня, а Чехия её покинула.

### В СССР
Отношение СССР к сионизму с течением времени менялось, но в целом всегда оставалось негативным: сионистская деятельность преследовалась властями, начиная с 1920-х, и вплоть до перестройки. Соответственно, термин «сионист» имел отрицательное значение в СССР. Официально им обозначали придерживающихся идеологии крайнего национализма, шовинизма и расизма среди евреев.
Советские критики сионизма заявляли, что сионизм изначально «был призван отвлечь еврейские трудящиеся массы от революционной борьбы, сохранить господство буржуазии над трудящимися».
В «Краткой еврейской энциклопедии» отмечается, что «у советских идеологов термин „сионизм“ приобрел не столько реальный историко-политический смысл, сколько расширительный и во многом мифологический, а понятие „сионист“ совпало с понятием „еврей“».
В Советской России и СССР в 1919—1989 годы преподавание иврита (за исключением немассового научного изучения на кафедрах востоковедения) было запрещено, многие преподаватели иврита были арестованы. Выезд евреев на постоянное место жительства в Израиль был крайне затруднён.
В 1947 году советский представитель А. А. Громыко на пленарном заседании 26 ноября решительно высказался за «вариант раздела Палестины на два самостоятельных демократических государства — арабское и еврейское». В результате 29 ноября 1947 года в ООН был принят план раздела Палестины.
При создании еврейского государства Советский Союз оказал активное содействие его признанию. 17 мая 1948 года (через три дня после провозглашения) Советский Союз, первым среди всех стран мира, признал государство Израиль де-юре. Поддержка СССР, вероятно, была обусловлена расчетом советского руководства на то, что у власти в Израиле окажутся социалистические и коммунистические партии просоветской направленности.
После активизации антисемитской кампании в СССР его отношение к Израилю резко ухудшилось и социалистические корни сионизма были забыты. Сионизм стал определяться официальной советской идеологией как «наиболее реакционная разновидность еврейского буржуазного национализма, получившая распространение в XX веке среди еврейского населения капиталистических стран, националистическая идеология и политика, выражающая интересы крупной еврейской буржуазии, тесно связанной с монополистической буржуазией империалистических государств. Основное содержание этой идеологии — воинствующий шовинизм, расизм, антикоммунизм и антисоветизм».
21 апреля 1983 был создан Антисионистский комитет советской общественности (АКСО). Его бессменным руководителем был дважды Герой Советского Союза, генерал-полковник Давид Драгунский.
С приходом к власти в СССР Горбачёва и под давлением правительства США (и лично президента Рейгана) были облегчены правила на эмиграцию из СССР. В 1989 году началась массовая репатриация из СССР в Израиль. Большую роль сыграл тот факт, что с октября 1989 в США был ограничен приём еврейских беженцев из СССР. Немало росту репатриации способствовало и проявление антисемитизма. Организация «Память» проводила в 1987—1990 годах многочисленные акции против так называемого «жидо-масонского заговора». Весной 1990 года получили распространение провокационные, ничем не подтверждённые слухи о грядущих еврейских погромах.
Распад СССР, экономические и политические проблемы в странах СНГ привели к высокому уровню репатриации. В 1989—1990 годах в Израиль прибыло более 200 тыс. репатриантов из СССР. Всего за период «Большой Алии» в Израиль прибыло более миллиона евреев из СССР и СНГ.

### В КНДР
В КНДР за пропаганду сионизма предусмотрена смертная казнь.

## Роль сионизма в арабо-израильском конфликте
Первые идеологи сионизма, в том числе и сам Герцль, не рассматривали арабский вопрос как существенный. Это было обусловленно, в частности, тем, что до начала сионистского движения в XIX веке арабское население страны было малочисленным. Так, например, Марк Твен, посетивший Святую землю в 1867 году, пишет: «Едешь часами, везде пусто и голо, нет ни дома, ни деревца, ни кустика…». Именно в это время возник лозунг сионистов «Земля без народа — для народа без земли».
После начала заселения Палестины евреями, в первую очередь европейскими, привезшими сюда свои знания и имущество, в ней явилась потребность в неквалифицированных кадрах, и арабы из соседних районов Османской империи также начали переезжать сюда. В июле 1922 года, когда Лига Наций официально утвердила мандат на управление Палестиной, предоставленный британцам на международной конференции в Сан-Ремо двумя годами ранее, в стране проживали около 600 тысяч арабов и 80 тысяч евреев.
С самого начала политического сионизма его основные идеологи провозгласили, что арабское население, которое в то время проживало в Палестине, должно получить все гражданские и политические права и стать национальным меньшинством в будущем государстве. В 1916 году глава Всемирной сионистской организации Хаим Вейцман заключил с шейхом Фейсалом, лидером арабского движения, соглашение о мире и добрососедстве. 14 мая 1948 года эти принципы были провозглашены в Декларации независимости Израиля.